# Peter Pellegrini
Peter Pellegrini (ur. 6 października 1975 w Bańskiej Bystrzycy) – słowacki polityk i ekonomista, parlamentarzysta, w 2014 minister edukacji, w latach 2014–2016 i 2023–2024 przewodniczący Rady Narodowej, w latach 2016–2018 wicepremier ds. inwestycji, w latach 2018–2020 premier Słowacji, od 2024 prezydent Słowacji.

## Życiorys
Jego ojciec Otto pracował jako mechanik, matka Eva została nauczycielką. Po prapradziadku ma włoskie pochodzenie. Z wykształcenia ekonomista, kształcił się na Uniwersytecie Mateja Bela w Bańskiej Bystrzycy oraz Uniwersytecie Technicznym w Koszycach. Pracował w przedsiębiorstwie Hiljo-Slovakia, był też asystentem posła Ľubomíra Vážnego i członkiem rady nadzorczej agencji rozwoju regionalnego w Bańskiej Bystrzycy. Posługuje się językiem angielskim, niemieckim i rosyjskim.
W 2006 z ramienia partii SMER został wybrany do Rady Narodowej, z powodzeniem ubiegał się o reelekcję w 2010 i w 2012. Na początku lipca 2014 objął stanowisko ministra edukacji, nauki, badań naukowych i sportu w drugim rządzie Roberta Ficy. Pod koniec listopada tego samego roku został nowym przewodniczącym Rady Narodowej, zajmował to stanowisko do końca kadencji.
W 2016 ponownie wybrany na posła do Rady Narodowej. 23 marca 2016 w trzecim rządzie Roberta Ficy objął urząd wicepremiera ds. inwestycji.
15 marca 2018, po rezygnacji złożonej przez premiera Roberta Ficy w związku ze skandalem po zabójstwie dziennikarza Jána Kuciaka, prezydent Andrej Kiska desygnował go na premiera, powierzając mu misję utworzenia nowego rządu. W skład jego gabinetu weszli przedstawiciele partii SMER, narodowców i ugrupowania Most-Híd. Zaprzysiężenie premiera i członków rządu nastąpiło 22 marca tegoż roku. W 2020 utrzymał mandat deputowanego na kolejną kadencję. 20 marca 2020, w dniu pierwszego posiedzenia nowo wybranej Rady Narodowej, złożył dymisję gabinetu, kończąc urzędowanie na stanowisku premiera następnego dnia.
Był wiceprzewodniczącym partii SMER. W czerwcu 2020 zapowiedział swoje odejście z tej formacji i utworzenie nowego centrolewicowego ugrupowania; w tym samym miesiącu zainicjował powstanie partii pod nazwą Głos – Socjalna Demokracja. W wyborach w 2023 formacja ta zajęła trzecie miejsce, Peter Pellegrini utrzymał wówczas mandat deputowanego. Jego ugrupowanie podpisało następnie porozumienie koalicyjne z partią SMER oraz narodowcami. W październiku 2023 Peter Pellegrini został ponownie przewodniczącym Rady Narodowej.
Wystartował następnie w wyborach prezydenckich w 2024, w których poparła go również koalicyjna partia SMER. W I turze z 23 marca zajął drugie miejsce z wynikiem 37,02% głosów. Przeszedł do II tury razem z wspieranym przez ugrupowania opozycji Ivanem Korčokiem, który dostał 42,51% głosów. Głosowanie odbyło się 6 kwietnia; Peter Pellegrini uzyskał 53,85% głosów, wygrywając tym samym ze swoim konkurentem. W konsekwencji w tym samym miesiącu przestał sprawować funkcję przewodniczącego Rady Narodowej. W czerwcu na stanowisku przewodniczącego partii zastąpił go Matúš Šutaj Eštok. 15 czerwca 2024 objął urząd prezydenta.

## Odznaczenia
- Order Andreja Hlinki I klasy (z urzędu, 2024)[23]
- Order Ľudovíta Štúra I klasy (z urzędu, 2024)[23]
- Krzyż Milana Rastislava Štefánika I klasy (z urzędu, 2024)[23]
- Krzyż Pribiny I klasy (z urzędu, 2024)[23]